# مارتن والاس (قسيس)
مارتن والاس (بالإنجليزية: Martin Wallace)‏ هو قسيس بريطاني، ولد في 16 نوفمبر 1948 في County Borough of West Ham ‏ في المملكة المتحدة.